# Taiki Arai
Taiki Arai (新井 泰貴 Arai Taiki?), född 19 juni 1997 i Kanagawa prefektur, är en japansk fotbollsspelare.
Arai började sin karriär 2020 i Gainare Tottori.